# Janja Zupan (fotomodel)
Janja Zupan Gajić, nekdanji slovenski fotomodel in učiteljica plesa, * 1974
Leta 1994 je osvojila naslov Miss Slovenije 1994. V finale se je uvrstila prek drugega polfinala 2. septembra v Leskovcu pri Krškem, kjer je postala tudi miss diskoteke Pacific.
Preden je odšla na svoje, je učila v plesni šoli Urška.

## Zasebno
Visoka je 171 centimetrov, prihaja iz Ljubljane. Končala je srednjo ekonomsko šolo in izredno je študirala ekonomijo. Latinskoameriških in standardnih plesov se je učila v plesnih šolah Urška in Fredi.
Leta 2004 se je poročila z dolgoletnim partnerjem, režiserjem Igorjem Gajićem.